# Дёмина Поляна
Дёмина Поляна — село Краснослободского района Республики Мордовия в составе Старосиндровского сельского поселения. 

## География
Находится на расстоянии примерно 22 километра по прямой на восток-северо-восток от районного центра города Краснослободск.

## История
Известна с 1869 года, когда оно было учтено как Деминский выселок Краснослободского уезда из 83 дворов.

## Население
| 2010 |
| ---- |
| 76   |

Постоянное население составляло 108 человек (русские 99%) в 2002 году, 76 в 2010 году .